# Mémoires de l'Institut français d'Afrique noire
Mémoires de l'Institut français d'Afrique noire, (abrégé: Inst. Franc. Afrique Noire), est une revue éditée à Paris et à Dakar. 74 numéros ont été publiés de 1939 à 1965. Elle a été remplacée par Mémoires de l'Institut fondamental d'Afrique noire dans la foulée de l'indépendance du Sénégal en 1960,.
Le contenu des publications couvre de nombreuses disciplines scientifiques : biologie, géologie, préhistoire, sciences humaines et sociales…